# 大眼裂腹魚
大眼裂腹鱼（学名：Schizothorax macrophthalmus）为輻鰭魚綱鯉形目鲤科的其中一種。分布於亞洲尼泊爾Rara湖，為特有種，體長可達13.5公分，以昆蟲及浮游生物為食。